# Stare Gulczewo
Stare Gulczewo – wieś sołecka w Polsce położona w województwie mazowieckim, w powiecie płockim, w gminie Słupno.
| SIMC    | Nazwa        | Rodzaj    |
| ------- | ------------ | --------- |
| 0575976 | Działkowicze | część wsi |
| 0575752 | Gulczewo     | część wsi |

W latach 1975–1998 miejscowość administracyjnie należała do województwa płockiego.